# Glossonema edule
Glossonema edule är en oleanderväxtart som beskrevs av Nicholas Edward Brown. Glossonema edule ingår i släktet Glossonema och familjen oleanderväxter. Inga underarter finns listade i Catalogue of Life.